# Jikes RVM
Em ciência da computação, Jikes Research Virtual Machine (Jikes RVM) é uma máquina virtual que executa programas escritos para a plataforma Java. Diferentemente de outras máquinas virtuais Java (JVMs), ela é escrita na linguagem de programação Java, em um estilo de implementação denominado meta-circular. É um software livre e de código aberto, licenciado  sob a Eclipse Public License v 1.0.
Por ser um projeto de pesquisa, a ênfase do Jikes RVM é na pesquisa de novas tecnologias, como é evidente na quantidade de publicações científicas que produziu - mais de 240 artigos até 2016. O impacto do software na comunidade científica foi reconhecido com o prestigioso prêmio ACM SIGPLAN Programming Languages Software Award em 2012.
A versão 3.1.4 foi lançada em 18 de fevereiro de 2016.